# Right by My Side
Right by My Side – piosenka amerykańskiej raperki Nicki Minaj z albumu Pink Friday: Roman Reloaded. W utworze gościnnie wystąpił Chris Brown. Piosenka została wydana jako drugi singel z albumu 27 marca 2012 przez wytwórnie: Young Money, Cash Money i Universal Republic.
Teledysk do "Right by My Side" ukazał się 16 maja 2012. Piosenka osiągnęła najwyższą pozycje na liście Billboard Hot 100 na miejscu 51.

## Kompozycja
"Right by My Side" została napisana przez Onika Maraj, Andrew Wansel, Warren Felder, Ester Dean, Jameel Roberts, Ronny Colson i wyprodukowana przez Andrew "Pop" Wansel, Oak, Flip, JProof. "Right by My Side" to piosenka pop z wpływem R&B. Utwór został nagrany w Conway Studios w Los Angeles.

## Teledysk
Teledysk to piosenki był kręcony 28 i 29 kwietnia 2012 i ukazał się 16 maja 2012. Wyreżyserowany został przez Benny Boom. W teledysku pojawili się Chris Brown, który występuje gościnnie w utworze, a także Nas.

## Notowania
| Lista (2012)                              | Najwyższa pozycja |
| ----------------------------------------- | ----------------- |
| Francja (Top 200 Singles)                 | 122               |
| Stany Zjednoczone (Hot 100)               | 51                |
| Stany Zjednoczone (R&B/Hip-Hop Songs)     | 21                |
| Wielka Brytania (Official Charts Company) | 70                |

## Historia wydania
| Kraj | Data          | Format        | Wytwórnia                                   |
| ---- | ------------- | ------------- | ------------------------------------------- |
| USA  | 27 marca 2012 | Rythmic radio | Young Money, Cash Money, Universal Republic |